# ГАЕС Мінг-Ху
ГАЕС Мінг-Ху – гідроелектростанція на острові Тайвань. Є однією з трьох (поряд з ГЕС Дагуан та ГАЕС Мінгтан) станцій, котрі використовують ресурс із водосховища Сан-Мун-Лейк. Перша гідроакумулювальна електростанція в історії Тайваню.
Ще у 1930-х роках в межах проекту ГЕС Дагуан на правобережжі Zhuoshui (найдовша річка острова, що дренує західний схил його вододільного хребта та впадає до Тайванської протоки) стоврили великий резервуар Сан-Мун-Лейк з об’ємом 150,6 млн м3, з яких 144,1 млн м3 відносились до корисного об’єму (наразі останній показник через замулення водойми рахується як 133,6 млн м3). В подальшому, враховуючи зростаючу потребу в бансуванні енергосистеми, виникла думка використати цю водойму як верхній резервуар гідроакумулювальної електростанції.
Нижній резервуар створили на правій притоці Zhuoshui річці Shuili, для чого звели бетонну гравітаційну греблю висотою 57,5 метра та довжиною 170 метрів, яка потребувала 173 тис м3 матеріалу. Вона утворила водосховище з площею поверхні 0,58 км2 та об’ємом 9,3 млн м3 (корисний об'єм 7,8 млн м3).
Від Сан-Мун-Лейк проклали два підвідні тунелі довжиною по 2,4 км з діаметром 7 метрів, які прямують на відстані 50 метрів один від одного. Після двох запобіжних балансувальних резервуарів висотою 100 метрів з діаметром 30 метрів вони переходять у два напірні водоводи до машинного залу. Останній, споруджений у підземному виконанні, має розміри 127х20 метрів при висоті 40 метрів.
Основне обладнання станції складають чотири оборотні турбіни типу Френсіс потужністю по 250 МВт, які працюють при напорі у 326 метрів.
Чотири відвідні тунелі з'єднують гідроагрегати із нижнім резервуаром.